# Shkëlqim Troplini
Shkëlqim Troplini (1er octobre 1966 - 7 novembre 2020) était un lutteur albanais qui a participé aux Jeux olympiques d'été de 1996.

## Décès
Le 7 novembre 2020, Troplini est décédé de la COVID-19 à l'âge de 54 ans lors de la pandémie de COVID-19 en Albanie.